# Temporada 2001 del Campeonato de España de Rally
La temporada 2001 fue la edición 45.ª del Campeonato de España de Rally. Comenzó el 2 de marzo en el Rally Mediterráneo y finalizó el 2 de diciembre en el Rally de Madrid.

## Calendario
| N.º | Fecha                            | Rally                                            | Series | Resultados |
| --- | -------------------------------- | ------------------------------------------------ | ------ | ---------- |
| 1   | 2-3 de marzo                     | 11.º Rallye del Mediterráneo-Trofeo Costa Blanca |        | Resultados |
| 2   | 21-22 de abril                   | 25.º Rallye El Corte Inglés                      | ERC    | Resultados |
| 3   | 11-13 de mayo                    | 7.º Rallye Salou Costa Daurada                   |        | Resultados |
| 4   | 25-27 de mayo                    | 19.º Rallye de La Coruña                         |        | Resultados |
| 5   | 8-10 de junio                    | 25.º Rallye Villa de Llanes                      |        | Resultados |
| 6   | 22-24 de junio                   | 34.º Rallye de Ourense                           |        | Resultados |
| 7   | 6-8 de julio                     | 25.º Rallye de Avilés                            |        | Resultados |
| 8   | 20-22 de julio                   | 37.º Rally Rías Baixas Redcom                    |        | Resultados |
| 9   | 21-23 de septiembre              | 38.º Rallye Príncipe de Asturias                 |        | Resultados |
| 10  | 5-7 de octubre                   | 31.er Rallye de La Vendimia                      |        | Resultados |
| 11  | 19-21 de octubre                 | 23.er Rallye Ayto. de Santander-Caja Cantabria   |        | Resultados |
| 12  | 30 de noviembre - 2 de diciembre | 18.º Rally de Madrid                             |        | Resultados |

## Equipos

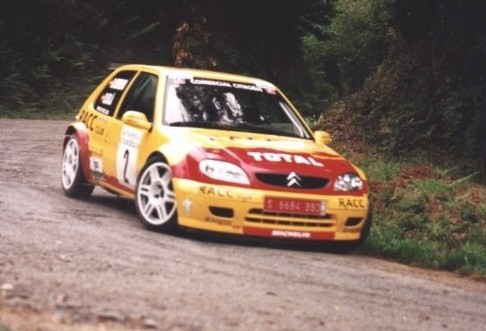
Con un Citroën Saxo Kit Car, Dani Solà fue tercero del campeonato y sumó cinco podios.

| Equipo                         | Vehículo                     | Piloto                | Copiloto            | Rondas            |                   |
| Equipos oficiales              | Equipos oficiales            | Equipos oficiales     | Equipos oficiales   | Equipos oficiales | Equipos oficiales |
| ------------------------------ | ---------------------------- | --------------------- | ------------------- | ----------------- | ----------------- |
| Peugeot Sport España           | Peugeot 206 WRC              | Luis Monzón           | Mario González Tomé | 1                 |                   |
| Peugeot Sport España           | Peugeot 206 WRC              | Luis Monzón           | José Carlos Déniz   | 2-10, 12          |                   |
| SEAT Sport                     | SEAT Córdoba WRC Evo3        | Salvador Cañellas jr. | Alberto Sanchís     | 1-9, 11-12        |                   |
| Fiat Auto España               | Fiat Punto Kit Car           | Sergio Vallejo        | Diego Vallejo       | 1-9, 12           |                   |
| Citroën Sport                  | Citroën Xsara Kit Car        | Ricardo Avero         | Carlos del Barrio   | 1-3, 5, 7-9, 12   |                   |
| Equipos privados               |                              |                       |                     |                   |                   |
| RACC Motorsport                | Citroën Saxo Kit Car         | Dani Solá             | David Moreno        | 3-11              |                   |
| RACC Motorsport                | Citroën Saxo Kit Car         | Dani Solá             | Josep M. Mart       | 12                |                   |
| A.I.A                          | Citroën Saxo Kit Car         | Miguel Ángel Fuster   | José Vicente Medina | 1, 3-9, 11        |                   |
| A.I.A                          | Mitsubishi Carisma GT Evo VI | Francisco Roig        | Ezequiel Nazábal    | 2, 6, 8, 11       |                   |
| A.I.A                          | Mitsubishi Lancer Evo VI     | Francisco Roig        | Ezequiel Nazábal    | 1, 3-5, 7, 9      |                   |
| Escudería La Palma Isla Bonita | Mitsubishi Lancer Evo VI     | Santiago Concepción   | Víctor Del Rosario  | 2-9, 11           |                   |
| Escudería Voltregá             | SEAT Ibiza GTi 16V Júnior    | Joan Vinyes           | Xavi Lorza          | 1, 3-9, 11        |                   |
| ?                              | Renault Clio Sport           | José Piñón            | Enrique Velasco     | 2-6, 8, 11        |                   |

## Resultados

### Campeonato de pilotos
| Pos. | Piloto              | MED | ECI | SAL | COR | VLL | OUR | AVI | RBX | PRI | VEN | CAN | MAD | Puntos |
| ---- | ------------------- | --- | --- | --- | --- | --- | --- | --- | --- | --- | --- | --- | --- | ------ |
| 1.   | Luis Monzón         | 3   | 4   | 1   | 1   | 1   | Ret | 1   | 1   | 1   | 1   |     | 1   | 1368   |
| 2.   | Salvador Cañellas   | 2   | 1   | 3   | 2   | 2   | 1   | 2   | Ret | 2   |     | 1   | Ret | 1326   |
| 3.   | Dani Solá           |     |     | 4   | 7   | 7   | 2   | 3   | 4   | 5   | 3   | 2   | 3   | 1008   |
| 4.   | Miguel Ángel Fuster | 5   |     | Ret | 8   | 3   | 9   | 4   | 5   | 6   |     | 4   |     | 816    |
| 5.   | Santiago Concepción |     | Ret | 9   | 5   | 6   | 6   | 11  | 8   | 7   |     | 7   |     | 780    |
| 6.   | Ricardo Avero       | 4   | 3   | Ret |     | 11  |     | Ret | 3   | 4   |     |     | 2   | 624    |
| 7.   | Sergio Vallejo      | 6   | Ret | 6   | 6   | 5   | 4   | 5   | 11  | Ret |     |     | 4   | 696    |
| 8.   | Joan Vinyes         | 9   |     | 5   | 9   | Ret | 11  | 6   | 9   | 12  |     | 6   |     | 684    |
| 9.   | Francisco Roig      | 8   | 8   | 8   | 10  | 8   | 7   | Ret | 10  | Ret |     | 8   |     | 540    |
| 10.  | José Piñón          |     |     | 12  | Ret | 10  | 12  | 8   |     | 11  |     |     | 8   | 348    |

### Campeonato de escuderías
| Pos. | Escudería                      | Puntos |
| ---- | ------------------------------ | ------ |
| 1.   | A. Inter. Auto. Prov. Alicante | 966    |
| 2.   | A. D. Peñucas                  | 624    |
| 3.   | RACC Motorsport                | 576    |

### Campeonato de marcas
| Pos. | Marca      | Puntos |
| ---- | ---------- | ------ |
| 1.   | Citroën    | 2688   |
| 2.   | SEAT       | 2118   |
| 3.   | Peugeot    | 2100   |
| 4.   | Renault    | 1662   |
| 5.   | Fiat       | 912    |
| 6.   | Mitsubishi | 798    |
| 7.   | Toyota     | 24     |
| 8.   | Ford       | 24     |

### Campeonato de copilotos
| Pos. | Copiloto            | Puntos |
| ---- | ------------------- | ------ |
| 1.   | José Carlos Déniz   | 1344   |
| 2.   | Alberto Sanchís     | 1326   |
| 3.   | David Moreno        | 1008   |
| 4.   | José Vicente Medina | 816    |
| 5.   | Víctor Rosario      | 780    |
| 6.   | Carlos del Barrio   | 705    |
| 7.   | Diego Vallejo       | 696    |
| 8.   | Xavi Lorza          | 624    |
| 9.   | Ezequiel Nazabal    | 540    |
| 10.  | Alejandro Noriega   | 384    |

### Campeonato de grupo N
| Pos. | Piloto                | Puntos |
| ---- | --------------------- | ------ |
| 1.   | Santiago Concepción   | 1464   |
| 2.   | Francisco Roig        | 1134   |
| 3.   | José Piñón            | 792    |
| 4.   | Miguel Martínez-Conde | 672    |
| 5.   | Antonio Garrido       | 666    |

### Trofeo júnior
| Pos. | Piloto         | Puntos |
| ---- | -------------- | ------ |
| 1.   | David Hernando | 300    |

### Clio Renault Sport de rallyes
| Pos. | Piloto                | Puntos |
| ---- | --------------------- | ------ |
| 1.   | José Piñón            | 774    |
| 2.   | Miguel Martínez Conde | 684    |
| 3.   | Javier Azcona         | 672    |
| 4.   | Alberto Hevia         | 558    |
| 5.   | Javier Paz            | 216    |
| 6.   | Jonathan Cabo         | 210    |
| 7.   | Juan Pablo Castro     | 96     |
| 8.   | Atanasio Iglesias     | 96     |
| 9.   | Josep María Membrado  | 84     |
| 10.  | Luis Vilariño         | 72     |

### Desafío Peugeot
| Pos. | Piloto           | Puntos |
| ---- | ---------------- | ------ |
| 1.   | Emilio Segura    | 122    |
| 2.   | Amador Vidal     | 110    |
| 3.   | David Nafría     | 86     |
| 4.   | Miguel A. Zunino | 73     |
| 5.   | Álex Juaneda     | 70     |
| 6.   | Raúl Montejana   | 61     |
| 7.   | João Traila      | 59     |
| 8.   | Jordi Gilberga   | 51     |
| 9.   | David Hernando   | 47     |
| 10.  | Alejandro Rincón | 38     |

### Trofeo Citroën de rallyes
| Pos. | Piloto             | Puntos |
| ---- | ------------------ | ------ |
| 1.   | J. A. González     | 796    |
| 2.   | Pedro Burgo        | 730    |
| 3.   | F. Medina          | 418    |
| 4.   | Ángel Domenech     | 416    |
| 5.   | Luis Carballido    | 310    |
| 6.   | Arturo Rial        | 228    |
| 7.   | Alfonso Loza       | 224    |
| 8.   | M. Rodríguez Jorge | 222    |
| 9.   | J. Casillas        | 150    |
| 10.  | J. Pereira         | 96     |

### Copa SEAT Ibiza
| Pos. | Piloto             | Puntos |
| ---- | ------------------ | ------ |
| 1.   | Xavier Ezenarro    | 76     |
| 2.   | Luis Miguel Dopico | 75     |
| 3.   | César González     | 57     |
| 4.   | Max Gerpe          | 48     |
| 5.   | Jordi Trius        | 37     |
| 6.   | Gonzalo López      | 36     |
| 7.   | Alberto González   | 35     |
| 8.   | A. Javier Redondo  | 34     |
| 9.   | Conrado Fernández  | 14     |
| 10.  | Iván Rodríguez     | -      |